# Twinkle Star Sprites
Twinkle Star Sprites is een Neo-Geo computerspel van ADK die in 1996 in de arcade verscheen. De game was een unieke mix van een schietspel en een puzzelspel. De bedoeling van het spel is dat je de vijanden op je helft naar die van je tegenstander schiet. De persoon die het eerst door zijn levenspunten heen is heeft verloren. Het spel is later in Japan ook uitgebracht op verschillende spelcomputers, te weten de Neo geo AES, Neo Geo CD, Sega Saturn, Sega Dreamcast en Sony PlayStation 2.